# Ramphotyphlops lineatus
Ramphotyphlops lineatus — вид змій родини сліпунів (Typhlopidae). Мешкає в Південно-Східній Азії.

## Поширення і екологія
Ramphotyphlops lineatus поширені на Малайському півострові (на південь від перешийка Кра), на Суматрі, Калімантані і Яві та на сусідніх островах. Вони живуть у рівнинних і гірських вологих тропічних лісах, на висоті до 1420 м над рівнем моря, на Малайському півострові на висоті до 600 м над рівнем моря. Ведуть наземний, риючий спосіб життя.